# The Frights
The Frights es una banda americana de surf punk que fue formada en Poway, California en el 2012. Desde 2017, la banda ha mantenido la formación estable de Mikey Carnevale como cantante y guitarrista rítmico, Richard Dotson como bajista y corista, Marc Finn en la batería y Jordan Clark como la guitarra principal y corista secundario.

## Historia
The Frights se formó en el 2012 por Mikey Carnevale, Richard Dotson y Adam Lomnitzer como un proyecto para pasar el rato tras la graduación del trío del instituto. El estilo musical de estos se basa en una combinación de surf, classic punk, y doo-wop, dando como resultado, canciones que tienen un ritmo agresivo, atrapante y ridículamente atrapante a la vez.
La banda se separó poco después de su formación, cuando los 3 miembros atendían a la universidad, pero se volvieron a juntar en diciembre del 2012 para hacer un concierto durante la pausa de Navidad. La idea tras eso era separarse de vuelta, pero la banda recibió una oferta por parte de uno de los asistentes para firmar por una discográfica local, Postmark Records.
The Frights lanzaron su primer sencillo "Hippie Lips" en el canal de Youtube de Postmark Records en febrero del 2013. En marzo del mismo año, The Frights lanzó su EP debut, conocido como Dead Beach. A este le siguió un segundo EP, Fur Sure, en mayo del 2013, y en el 31 de octubre, lanzaron su disco homónimo.
En el 2014, la banda continuaría haciendo shows en vivo como lanzando nuevo material, siendo su sencillo "Tongues/Puppy Knuckles" lanzado en abril. En julio del mismo año, The Frights y Death Lens lanzarían un EP conjunto, llamado "DeathFrights". Esto marcó su final con la discográfica Postmark como a su vez, la salida de Adam Lomnitzer, quien sería sustituido por  Marc Finn al poco de aquello. Por otros asuntos, Finn no pudo ir con ellos de gira de manera constante con la banda hasta la primavera de 2015, durante la cual Ryan Ward ocuparía el susodicho puesto. Tras eso, Ward continuaría con la banda como us guitarrista hasta su marcha en septiembre  de 2016.
The Frights signed with independent label Dangerbird Records in 2015. Subsequently, they released their sophomore studio album You Are Going to Hate This, produced by FIDLAR frontman Zac Carper, on February 12, 2016.
The Frights firmarían con una discográfica independiente,  Dangerbird Records en el 2015. De manera subsecuente, lanzaron el siguiente álbum de studio, "You Are Going to Hate This" producido por el frontman Zac Carper, en el 12 de febrero del 2016.
En febrero del 2018, The Frights volverían al estudio con Carper para grabar su tercer álbum de estudio, Hypocondriac, esto marcó un cambio en los temas de las letras del grupo como su estilo musical, siendo que Mikey Carnevale decidió escribir canciones más personales sobre sus relaciones pasadas y su estado mental. Aquel álbum sería el primero para Epitaph Records, como también el primer álbum en el que aparecería el guitarrista principal Jordan Clark. "Hypochondriac" fue lanzado el 23 de agosto del 2018 y recibió críticas mixtas.
El 12 de abril del 2019, The Frights lanzarian su primer disco en vivo, "Live at The Observatory", el cual fue grabado en un show realizado el 8 de septiembre del 2018 en The Observatory, localizado en Santa Ana, California.
Tras el lanzamiento de "Live at The Observatory", a partir del 21 de abril de 2019, Mikey Carnevale y Richard Dotson empezaron a grabar lo que sería el primer álbum en solitario de Carnevale. Estas sesiones concluyeron el 28 de abril y The Frights retornaron a la carretera poco después de aquello. Las canciones en vivo del mencionado álbum recibieron una crítica positiva por el resto de miembros de la banda y decidieron que se anzaria como el siguiente álbum de estudio de The Frights. El 24 de enero del 2020, lanzaron "Everything Seems Like Yesterday" con apoyo de la discográfica Epithaph Rercords.
Miembros actuales
- Mikey Carnevale – Vocalista, guitarra rítmica, guitarra acústica (2012–presente)
- Richard Dotson – bajo, coros (2012–presente); guitarra rítmica(2020–presente)
- Marc Finn – Batería, percusión (2014–presente)
- Jordan Clark – Guitarra principal, coros (2017–presente)

## Miembros de la banda
Miembros formales previamente
- Adam Lomnitzer – Batería(2012–2014)

Miembros recurrentes de las giras
- Elias Avila – Bajo (2020–presente)

Miembros anteriormente estables de las giras
- Ryan Ward – Batería (2014–2015); guitarra, coros (2015–2016)

## Discografía

### Álbumes de estudio
- The Frights (2013)
- You Are Going to Hate This (2016)
- Hypochondriac (2018)
- Everything Seems Like Yesterday (2020)
- Gallows Humour (2023)

### EPs
- Dead Beach (2013)
- Fur Sure (2013)
- DeathFrights (2014) (separación de Death Lens)

### Álbumes en vivo
- Live at the Observatory (2019)

### Singles
- "Tongues" / "Puppy Knuckles" (2014)
- "Christmas Everyday" (2016)
- "Valentine's Sux" (2018)
- "CRUTCH" (2018)
- "Tiny Cities Made of Ashes" (2019)
- "Kicking Cans" (2020)
- "Leave Me Alone" (2020)